# Crockett (Texas)
Crockett è una località degli Stati Uniti d'America, capoluogo della contea di Houston, nello Stato del Texas.